# Чилийская пятнистая кошачья акула
Чилийская пятнистая кошачья акула (лат. Schroederichthys chilensis) — вид хрящевых рыб семейства кошачьих акул (Scyliorhinidae). Обитает в юго-восточной части Тихого океана. Максимальный размер 66 см.

## Таксономия
Впервые вид был описан в 1848 году в журнале"	Anales de la Universidad de Chile.

## Ареал и среда обитания
Эти донные акулы обитают в юго-восточной части Тихого океана у берегов Перу и Чили на глубине до 100 м. Весну, лето и осень они проводят в приливно-отливной зоне на глубине 8—15 м, а зимой из-за сильного течения уходят на глубину.

## Описание
У чилийской пятнистой кошачьей акулы удлинённое стройное тело и закруглённое рыло. Ноздри обрамлены треугольными кожаными складками. Этому виду присущ нехарактерный для кошачьих акул половой диморфизм. Рот сравнительно широкий. Основание первого спинного плавника расположено над серединой основания брюшных плавников. Первый и второй спинные плавники приблизительно одинакового размера. Второй спинной плавник больше анального плавника. Его основание расположено над серединой основания анального плавника. Зубы имеют несколько зубцов. У самцов зубы крупнее, чем у самок. Вероятно, при спаривании самцы кусают самку за спину.
Фоновая окраска светло-серая или коричневая, по телу разбросаны 6—9 седловидных чёрно-коричневых пятен с многочисленными дорсолатеральными тёмными пятнышками. Максимальный размер составляет 66 см.

## Биология
Это одиночные акулы, ведущие ночной образ жизни. Днём они спят в пещерах и расщелинах, а ночью начинают охотиться. Эти акулы могут совершать небольшие миграции, но основную часть года они держатся на границе континентального шельфа. Они размножаются, откладывая яйца. Самцы и самки достигают половой зрелости пр длине 42—46 см и 52—54 см, соответственно. Размер новорожденных составляет 1 см. Рацион состоит из костистых рыб, а также ракообразных и прочих беспозвоночных.

## Взаимодействие с человеком
Опасности для человека не представляют. Коммерческой ценности не имеют. В качестве прилова попадают в донные тралы. Для определения статуса сохранности вида недостаточно данных.